# 2 Front Nadbałtycki
2 Front Nadbałtycki (ros. 2-й Прибалтийкий фронт) – jedno z wielkich operacyjno-strategicznych ugrupowań wojsk Armii Czerwonej o kompetencjach administracyjnych i operacyjnych na zachodnim terytorium ZSRR, działający podczas wojny z Niemcami w czasie II wojny światowej.

## Historia
Został utworzony 20 października 1943 roku w wyniku przemianowania Frontu Nadbałtyckiego. Od 14 stycznia do 1 marca 1944 roku uczestniczył w operacji leningradzko-nowogrodzkiej, zaś w okresie od 10 lipca do 22 października działał na terenach krajów bałtyckich. Do końca wojny blokował wojska niemieckie w Kurlandii. Front ten został rozwiązany 1 kwietnia 1945 roku.

## Dowództwo frontu
Dowódcy:
- gen. armii Markian Popow[2] (20.10.1943 - 20.04.1944)
- gen. armii Andriej Jeriomienko (23.04.1944 - 4.02.1945)
- marszałek Leonid Goworow (9.02.1945 - 31.03.1945)[3]

Szefowie sztabu:
- gen. por. Leonid Sandałow[2]

## Struktura organizacyjna
Skład początkowy:
- 1 Armia Uderzeniowa,
- 10 Gwardyjska Armia,
- 22 Armia,
- 15 Armia Lotnicza.

Skład w 1944 roku:
- 1 Armia Uderzeniowa,
- 3 Armia Uderzeniowa,
- 6 Gwardyjska Armia,
- 10 Gwardyjska Armia,
- 22 Armia,
- 15 Armia Lotnicza.